# 14e étape du Tour de France 1997
Pour un article plus général, voir Tour de France 1997.
La quatorzième étape du Tour de France 1997 s'est déroulée le 20 juillet 1997 entre Le Bourg-d'Oisans et Courchevel sur un parcours de 148 km. Le Français Richard Virenque remporte sa première étape sur ce Tour de France devant l'Allemand Maillot jaune Jan Ullrich.

## Parcours
Trois ascensions importantes sont à gravir: le col du Glandon, la Madeleine, et l'ascension finale à la station de Courchevel. La ligne d'arrivée est située à l'altiport. Deux sprints intermédiaires, le premier en début d'étape à Allemont et le second à Aigueblanche est situé après la descente du Glandon.

## Classement de l'étape
| \| Classement de l'étape \| Classement de l'étape \| Classement de l'étape \| Classement de l'étape \| Classement de l'étape \| \| Coureur \| Coureur \| Pays \| Équipe \| Temps \| \| --------------------- \| --------------------- \| --------------------- \| ---------------------------- \| --------------------- \| \| 1er \| Richard Virenque \| France \| Festina-Lotus \| 4 h 34 min 16 s \| \| 2e \| Jan Ullrich \| Allemagne \| Deutsche Telekom \| + 0 s \| \| 3e \| Fernando Escartín \| Espagne \| Kelme-Costa Blanca-Eurosport \| + 47 s \| \| 4e \| Laurent Dufaux \| Suisse \| Festina-Lotus \| + 1 min 19 s \| \| 5e \| Bjarne Riis \| Danemark \| Deutsche Telekom \| + 1 min 24 s \| \| 6e \| Marco Pantani \| Italie \| Mercatone Uno \| + 3 min 06 s \| \| 7e \| Francesco Casagrande \| Italie \| Saeco-Estro \| + 3 min 36 s \| \| 8e \| José María Jiménez \| Espagne \| Banesto \| + 3 min 50 s \| \| 9e \| Abraham Olano \| Espagne \| Banesto \| + 3 min 50 s \| \| 10e \| Roberto Conti \| Italie \| Mercatone Uno \| + 4 min 41 s \| |                      |           |                              |                 |
| |                      |           |                              |                 |
| |                      |           |                              |                 |
| Classement de l'étape |                      |           |                              |                 |
| Coureur | Coureur              | Pays      | Équipe                       | Temps           |
| 1er | Richard Virenque     | France    | Festina-Lotus                | 4 h 34 min 16 s |
| 2e | Jan Ullrich          | Allemagne | Deutsche Telekom             | + 0 s           |
| 3e | Fernando Escartín    | Espagne   | Kelme-Costa Blanca-Eurosport | + 47 s          |
| 4e | Laurent Dufaux       | Suisse    | Festina-Lotus                | + 1 min 19 s    |
| 5e | Bjarne Riis          | Danemark  | Deutsche Telekom             | + 1 min 24 s    |
| 6e | Marco Pantani        | Italie    | Mercatone Uno                | + 3 min 06 s    |
| 7e | Francesco Casagrande | Italie    | Saeco-Estro                  | + 3 min 36 s    |
| 8e | José María Jiménez   | Espagne   | Banesto                      | + 3 min 50 s    |
| 9e | Abraham Olano        | Espagne   | Banesto                      | + 3 min 50 s    |
| 10e | Roberto Conti        | Italie    | Mercatone Uno                | + 4 min 41 s    |

## Classement général
Statu quo tout en haut du classement général avec les deux premiers qui terminent l'étape dans le même temps. L'Allemand Jan Ullrich (Deutsche Telekom) domine donc toujours le classement général devant le Français Richard Virenque (Festina-Lotus) avec un écart de plus de six minutes. Grâce à sa belle performance, le Danois Bjarne Riis (Deutsche Telekom) grimpe d'une place au classement général pour se retrouver troisième au détriment de l'Italien Marco Pantani (Mercatone Uno). Fernando Escartín (Kelme-Costa Blanc-Eurosport) et le Suisse Laurent Dufaux (Festina) gagne respectivement une et deux places également, au détriment notamment d'Oscar Camenzind (Mapei-GB) qui perd plus de onze minutes et sa place dans le top 10 du classement général. Roberto Conti (Mercatone Uno) y fait au contraire son entrée en dixième place.
| \| Classement général \| Classement général \| Classement général \| Classement général \| Classement général \| \| Coureur \| Coureur \| Pays \| Équipe \| Temps \| \| ------------------ \| -------------------- \| ------------------ \| ---------------------------- \| ------------------ \| \| 1er \| Jan Ullrich \| Allemagne \| Deutsche Telekom \| 71 h 00 min 26 s \| \| 2e \| Richard Virenque \| France \| Festina-Lotus \| + 6 min 22 s \| \| 3e \| Bjarne Riis \| Danemark \| Deutsche Telekom \| + 11 min 06 s \| \| 4e \| Marco Pantani \| Italie \| Mercatone Uno \| + 11 min 30 s \| \| 5e \| Abraham Olano \| Espagne \| Banesto \| + 14 min 28 s \| \| 6e \| Fernando Escartín \| Espagne \| Kelme-Costa Blanca-Eurosport \| + 15 min 23 s \| \| 7e \| Francesco Casagrande \| Italie \| Saeco-Estro \| + 16 min 32 s \| \| 8e \| Laurent Dufaux \| Suisse \| Festina-Lotus \| + 20 min 05 s \| \| 9e \| José María Jiménez \| Espagne \| Banesto \| + 22 min 22 s \| \| 10e \| Roberto Conti \| Italie \| Mercatone Uno \| + 25 min 29 s \| |                      |           |                              |                  |
| |                      |           |                              |                  |
| |                      |           |                              |                  |
| Classement général |                      |           |                              |                  |
| Coureur | Coureur              | Pays      | Équipe                       | Temps            |
| 1er | Jan Ullrich          | Allemagne | Deutsche Telekom             | 71 h 00 min 26 s |
| 2e | Richard Virenque     | France    | Festina-Lotus                | + 6 min 22 s     |
| 3e | Bjarne Riis          | Danemark  | Deutsche Telekom             | + 11 min 06 s    |
| 4e | Marco Pantani        | Italie    | Mercatone Uno                | + 11 min 30 s    |
| 5e | Abraham Olano        | Espagne   | Banesto                      | + 14 min 28 s    |
| 6e | Fernando Escartín    | Espagne   | Kelme-Costa Blanca-Eurosport | + 15 min 23 s    |
| 7e | Francesco Casagrande | Italie    | Saeco-Estro                  | + 16 min 32 s    |
| 8e | Laurent Dufaux       | Suisse    | Festina-Lotus                | + 20 min 05 s    |
| 9e | José María Jiménez   | Espagne   | Banesto                      | + 22 min 22 s    |
| 10e | Roberto Conti        | Italie    | Mercatone Uno                | + 25 min 29 s    |

## Classements annexes
| Classement par points | Classement par points | Classement par points | Classement par points | Classement par points |
| Coureur               | Coureur               | Pays                  | Équipe                | Points                |
| --------------------- | --------------------- | --------------------- | --------------------- | --------------------- |
| 1er                   | Erik Zabel            | Allemagne             | Deutsche Telekom      | 282 pts               |
| 2e                    | Frédéric Moncassin    | France                | Gan                   | 195 pts               |
| 3e                    | Jeroen Blijlevens     | Pays-Bas              | TVM-Farm Frites       | 168 pts               |
| 4e                    | Mario Traversoni      | Italie                | Mercatone Uno         | 126 pts               |
| 5e                    | Nicola Minali         | Italie                | Batik-Del Monte       | 121 pts               |

| Classement par points | Classement par points | Classement par points | Classement par points | Classement par points |
| Coureur               | Coureur               | Pays                  | Équipe                | Points                |
| --------------------- | --------------------- | --------------------- | --------------------- | --------------------- |
| 1er                   | Erik Zabel            | Allemagne             | Deutsche Telekom      | 282 pts               |
| 2e                    | Frédéric Moncassin    | France                | Gan                   | 195 pts               |
| 3e                    | Jeroen Blijlevens     | Pays-Bas              | TVM-Farm Frites       | 168 pts               |
| 4e                    | Mario Traversoni      | Italie                | Mercatone Uno         | 126 pts               |
| 5e                    | Nicola Minali         | Italie                | Batik-Del Monte       | 121 pts               |

| Classement de la montagne | Classement de la montagne | Classement de la montagne | Classement de la montagne | Classement de la montagne |
| Coureur                   | Coureur                   | Pays                      | Équipe                    | Points                    |
| ------------------------- | ------------------------- | ------------------------- | ------------------------- | ------------------------- |
| 1er                       | Richard Virenque          | France                    | Festina-Lotus             | 399 pts                   |
| 2e                        | Jan Ullrich               | Allemagne                 | Deutsche Telekom          | 272 pts                   |
| 3e                        | Laurent Brochard          | France                    | Festina-Lotus             | 218 pts                   |
| 4e                        | Marco Pantani             | Italie                    | Mercatone Uno             | 202 pts                   |
| 5e                        | Francesco Casagrande      | Italie                    | Saeco-Estro               | 188 pts                   |

| Classement de la montagne | Classement de la montagne | Classement de la montagne | Classement de la montagne | Classement de la montagne |
| Coureur                   | Coureur                   | Pays                      | Équipe                    | Points                    |
| ------------------------- | ------------------------- | ------------------------- | ------------------------- | ------------------------- |
| 1er                       | Richard Virenque          | France                    | Festina-Lotus             | 399 pts                   |
| 2e                        | Jan Ullrich               | Allemagne                 | Deutsche Telekom          | 272 pts                   |
| 3e                        | Laurent Brochard          | France                    | Festina-Lotus             | 218 pts                   |
| 4e                        | Marco Pantani             | Italie                    | Mercatone Uno             | 202 pts                   |
| 5e                        | Francesco Casagrande      | Italie                    | Saeco-Estro               | 188 pts                   |

| Classement du meilleur jeune | Classement du meilleur jeune | Classement du meilleur jeune | Classement du meilleur jeune | Classement du meilleur jeune |
| Coureur                      | Coureur                      | Pays                         | Équipe                       | Temps                        |
| ---------------------------- | ---------------------------- | ---------------------------- | ---------------------------- | ---------------------------- |
| 1er                          | Jan Ullrich                  | Allemagne                    | Deutsche Telekom             | 71 h 00 min 26 s             |
| 2e                           | Peter Luttenberger           | Autriche                     | Rabobank                     | + 27 min 00 s                |
| 3e                           | Michael Boogerd              | Pays-Bas                     | Rabobank                     | + 43 min 55 s                |
| 4e                           | Daniele Nardello             | Italie                       | Mapei-GB                     | + 45 min 25 s                |
| 5e                           | Joona Laukka                 | Finlande                     | Festina-Lotus                | + 50 min 26 s                |

| Classement du meilleur jeune | Classement du meilleur jeune | Classement du meilleur jeune | Classement du meilleur jeune | Classement du meilleur jeune |
| Coureur                      | Coureur                      | Pays                         | Équipe                       | Temps                        |
| ---------------------------- | ---------------------------- | ---------------------------- | ---------------------------- | ---------------------------- |
| 1er                          | Jan Ullrich                  | Allemagne                    | Deutsche Telekom             | 71 h 00 min 26 s             |
| 2e                           | Peter Luttenberger           | Autriche                     | Rabobank                     | + 27 min 00 s                |
| 3e                           | Michael Boogerd              | Pays-Bas                     | Rabobank                     | + 43 min 55 s                |
| 4e                           | Daniele Nardello             | Italie                       | Mapei-GB                     | + 45 min 25 s                |
| 5e                           | Joona Laukka                 | Finlande                     | Festina-Lotus                | + 50 min 26 s                |

| Classement par équipes | Classement par équipes       | Classement par équipes | Classement par équipes |
| Équipe                 | Équipe                       | Pays                   | Temps                  |
| ---------------------- | ---------------------------- | ---------------------- | ---------------------- |
| 1re                    | Deutsche Telekom             | Allemagne              | 213 h 46 min 49 s      |
| 2e                     | Festina-Lotus                | France                 | + 9 min 50 s           |
| 3e                     | Mercatone Uno                | Italie                 | + 23 min 12 s          |
| 4e                     | Banesto                      | Espagne                | + 33 min 21 s          |
| 5e                     | Kelme-Costa Blanca-Eurosport | Espagne                | + 1 h 21 min 43 s      |

| Classement par équipes | Classement par équipes       | Classement par équipes | Classement par équipes |
| Équipe                 | Équipe                       | Pays                   | Temps                  |
| ---------------------- | ---------------------------- | ---------------------- | ---------------------- |
| 1re                    | Deutsche Telekom             | Allemagne              | 213 h 46 min 49 s      |
| 2e                     | Festina-Lotus                | France                 | + 9 min 50 s           |
| 3e                     | Mercatone Uno                | Italie                 | + 23 min 12 s          |
| 4e                     | Banesto                      | Espagne                | + 33 min 21 s          |
| 5e                     | Kelme-Costa Blanca-Eurosport | Espagne                | + 1 h 21 min 43 s      |